# Arnaque à la carte (film)
Cet article concerne le film de Seth Gordon. Pour le téléfilm de Jonathan Judge, voir Arnaque à la carte (téléfilm).
Arnaque à la carte ou Vol d'identité au Québec (Identity Thief) est une comédie américaine réalisée par Seth Gordon, sortie en 2013.
Le film met en scène la confrontation entre un chargé de comptes et une fraudeuse, le premier, habitant à Denver (Colorado) traquant la seconde, vivant en Floride, qui a financé ses petites folies en usurpant son identité.

## Synopsis
À Denver, Sandy Patterson est amené à acheter une fausse protection contre le vol d'identité auprès de Diana, une escroc de Floride, par téléphone et il révèle toutes ses informations personnelles. Au travail, après que Sandy se soit heurté à son odieux patron, Harold Cornish, il reçoit un appel téléphonique qui lui rappelle qu'il a un rendez-vous dans un salon en Floride. Confus, il le sort de son esprit lorsque son collègue Daniel Casey suggère qu'eux et plusieurs autres quittent Cornish et créent leur propre entreprise; Sandy accepte de les rejoindre.
Lors du paiement de l'essence, la carte de Sandy est refusée et le commis la coupe. Alors que la compagnie de carte de crédit lui dit qu'il a dépensé des milliers de dollars en Floride, il est arrêté pour avoir manqué une date d'audience là-bas. Au poste de police de Denver, le détective Reilly détermine que Diana a volé l'identité de Sandy. La situation s'aggrave lorsque les flics interrogent Daniel, désormais son patron, sur la prétendue possession de drogue de Sandy. Reilly dit que le nom de Sandy a été utilisé pour acheter de la drogue à quelqu'un nommé Paolo. Lorsque les flics disent qu'ils ne peuvent rien faire à moins que le voleur d'identité ne soit à Denver, Sandy propose de la récupérer et de la convaincre d'effacer son nom malgré les inquiétudes de sa femme.
Sandy retrouve Diana au salon de Winter Park, en Floride, mais lorsqu'il la confronte, elle lui vole sa voiture de location. Trouvant son adresse dans sa voiture abandonnée, il enquête sur sa maison, qui regorge de marchandises et de cartes de crédit volées. La paire se bagarre; avant que Sandy ne puisse la menotter, les criminels Marisol et Julian ont fait irruption, en colère que Diana ait donné de mauvaises cartes de crédit à Paolo. Après l'évasion de Sandy et Diana, Sandy lui parle de son plan pour restaurer sa réputation et elle accepte de l'aider. Pendant ce temps, un skiptracer est envoyé pour retrouver Diana pour une prime substantielle. Parce que leurs pièces d'identité sont identiques, le vol est impossible et ils voyagent en voiture.
Après avoir traversé plusieurs états, le skiptracer rattrape le couple et capture Diana. Une poursuite s'ensuit; elle l'assomme et Sandy fait sortir sa camionnette de la route. Ils prennent la camionnette du skiptracer et l'attachent à l'arrière. Quand il fait trop chaud, ils continuent à pied à travers une forêt. Sandy jette son pantalon lorsqu'il y trouve un serpent, et Diana l'assomme accidentellement lorsqu'un autre lui mord le cou. Sandy se réveille à une gare routière et Diana dit qu'elle l'a porté jusqu'à ce qu'elle fasse signe à un camion. Alors que le prochain bus pour Denver part dans trois jours, Sandy utilise l'argent caché dans ses chaussettes pour acheter une voiture à 200 $. Pour l'argent du gaz, le duo escroque un processeur de comptes et vole l'identité de Cornish pour créer de nouvelles cartes de crédit. Pendant ce temps, Marisol tire sur le skiptracer et les criminels continuent leur poursuite de Sandy et Diana.
À Saint-Louis, les deux partagent le dîner et Diana admet qu'elle ne connaît pas son vrai nom. Le processeur de comptes entre avec des flics, qui arrêtent Sandy et Diana. Diana se détache à l'arrière de la voiture de police, casse le pare-brise arrière et s'échappe avec Sandy. Le skiptracer tire sur Marisol et Julian, trouve Diana et Sandy sur l'autoroute à mi-évasion et frappe Diana avec sa voiture. Sandy vient à son aide, mais Diana ressuscite et frappe défensivement Sandy à la gorge. Diana et Sandy rentrent finalement à la maison, où Diana dîne avec la famille de Sandy et se réconcilie avec eux. Sandy et Trish ont une conversation privée ce soir-là, acceptant de ne pas rendre Diana même si cela signifie que Sandy perdra son emploi.
Le lendemain matin, Sandy trouve Diana partie et une note qui s'excuse pour les ennuis qu'elle a causés. Sandy se prépare à quitter son emploi, mais Daniel lui montre que Diana rencontre la police dans un bureau. Le détective Reilly dit à Sandy qu'il ne fait plus partie de l'enquête et Diana est emmenée menottée. Avant de partir, Sandy lui demande pourquoi; Diana dit qu'elle savait qu'il ne la dénoncerait pas, mais c'était la bonne chose à faire.
Un an plus tard, Sandy fête un autre anniversaire, cette fois avec son troisième enfant. La famille rend visite à Diana en prison et Sandy lui présente un certificat de naissance qui révèle son nom de Dawn Budgie. Diana embrasse Sandy. Lorsqu'un garde la contrarie, Diana frappe le garde et un autre garde l'étourdit avec un Taser. Alors qu'elle récupère et retourne dans sa cellule, Sandy regarde avec une expression choquée.

## Fiche technique
- Titre original : Identity Thief
- Titre français : Arnaque à la carte
- Titre québécois : Vol d'identité[1]
- Réalisation : Seth Gordon
- Scénario : Craig Mazin, d'après une histoire de Craig Mazin et Jerry Eeten
- Direction artistique : Andrew Max Cahn
- Décors : Shepherd Frankel
- Costumes : Carol Ramsey
- Photographie : Javier Aguirresarobe
- Montage : Peter Teschner (en)
- Musique : Christopher Lennertz
- Production : Pamela Abdy (en) et Scott Stuber (en)
- Sociétés de production : Relativity Media, Scott Stuber Productions, Aggregate Films et Bluegrass Films
- Société de distribution : Universal Pictures
- Budget : 35 millions de dollars
- Format : couleur – 35mm et cinéma numérique – 2,35:1 — Son Dolby Digital, Datasat et SDDS
- Pays d'origine :  États-Unis
- Langue originale : anglais
- Genre : comédie
- Durée : 111 minutes
- Dates de sortie :
  - Canada, États-Unis : 8 février 2013
  - Belgique : 27 mars 2013
  - France : 12 juin 2013

## Distribution
- Jason Bateman (VF : Bruno Choël ; VQ : Yves Soutière) : Sandy Bigelow Patterson
- Melissa McCarthy (VF : Véronique Alycia ; VQ : Pascale Montreuil) : Diana
- T.I. (VF : Mohad Sanou ; VQ : Guillaume Champoux) : Julian
- Génesis Rodríguez (VF : Ethel Houbiers ; VQ : Eloisa Cervantes) : Marisol
- Robert Patrick (VF : François Siener ; VQ : Bernard Fortin) : le dépisteur
- Jon Favreau (VF : Stéfan Godin ; VQ : Sylvain Hétu) : Harold Cornish
- Amanda Peet (VF : Hélène Bizot ; VQ : Isabelle Leyrolles) : Trish Patterson
- Morris Chestnut (VF : Christophe Peyroux ; VQ : Jean-François Beaupré) : l'inspecteur Reilly
- John Cho (VF : Thomas Roditi ; VQ : Philippe Martin) : Daniel Casey
- Eric Stonestreet (VF : Jean-Marc Charrier) : Big Chuck
- Jonathan Banks : Paul
- Maggie Elizabeth Jones : Jessie Patterson
- Clark Duke : Everett
- Ben Falcone : Tony (caméo)

 Source et légende : version française (VF) sur RS Doublage et AlloDoublage
 Source et légende : version québécoise (VQ) sur Doublage.qc.ca

## Accueil

### Critiques
Arnaque à la carte rencontre un accueil critique négatif, recueillant 20 % d'avis favorables sur le site Rotten Tomatoes, basé sur 152 commentaires collectés et une note moyenne de 4,1⁄10 et un score de 35⁄100 sur le site Metacritic, basé sur 38 commentaires collectés.

### Box-office
Malgré l'échec critique, Arnaque à la carte fait un bon démarrage dans les salles aux États-Unis, où il prend la tête du box-office américain lors de son premier week-end d'exploitation, avec 34 551 025 $ de recettes, gardant la première place en première semaine avec 47 287 785 $ . Toutefois, il est délogé du haut du podium par Die Hard : Belle journée pour mourir (A Good Day to Die Hard) en second week-end, en engrangeant 23 674 295 $, soit un total de 70 962 080 $, et également en seconde semaine, en obtenant 32 314 745 $, portant le total à 79 602 530 $, mais parvient à reprendre la tête du box-office la semaine suivante, avec 18 124 575 $ de recettes, pour un cumul de 97 727 105 $, dont 93 619 615 $ en week-end.
Après dix-sept semaines en salles, le film finit avec un total de 134 506 920 $ de recettes, rencontrant ainsi un énorme succès commercial sur le territoire américain, au vu de son budget de 35 millions.

### Controverse
Rex Reed, du New York Observer, qui a émis une critique négative au film, n'a pas hésité à s'attaquer au physique de Melissa McCarthy, en la comparant à un tracteur et à un hippopotame femelle,, ajoutant qu'elle est « une humoriste qui a consacré sa courte carrière à être obèse et odieuse, avec autant de succès dans les deux cas ». Cette attaque personnelle envers McCarthy a provoqué l'indignation, beaucoup mettant en lumière le fait que le critique n'aurait jamais attaqué le poids d'un homme, notamment auprès d'acteurs tels que Jonah Hill et John Goodman. D'autres personnalités du cinéma ont réagi, notamment le réalisateur Paul Feig, avec qui McCarthy a travaillé à deux reprises sur Mes meilleures amies (Bridesmaids) et Les Flingueuses (The Heat), qui a réagi sur Twitter en l'invitant « cordialement à aller se faire foutre »,.